# Нижняя Сосна
Ни́жняя Сосна́ (тат. Түбән Сасна) — село в Балтасинском районе Республики Татарстан, административный центр и единственный населённый пункт Сосновского сельского поселения.

## География
Село находится на реке Уныш, в 5 км к северу от районного центра, посёлка городского типа Балтаси.

## История
Село Нижняя Сосна (также было известно под названием Красная Сосна, Кучуковская Сосна) упоминается в первоисточниках с 1619 года.
В сословном плане, вплоть до 1860-х годов жителей села причисляли к государственным крестьянам. Их основными занятиями в то время были земледелие, скотоводство, торговля.
По сведениям из первоисточников, в 1830, 1867, 1880 годах в селе были построены соборные мечети, при двух из них действовали медресе. В начале XX века в селе действовали 5 мечетей и 2 медресе.
В «Списке населенных мест по сведениям 1859—1873 годов», изданном в 1876 году, населённый пункт упомянут как казённая деревня Кучуковская Сосна (Сосна нижняя) Малмыжского уезда Вятской губернии. Располагалась при реке Шошме, на торговой дороге из Казани в Уржум, в 34 верстах от уездного города Малмыжа. В деревне, в 151 дворе жили 1080 человек (553 мужчины и 527 женщин), были 3 мечети.
С 1929 года в селе работали коллективные сельскохозяйственные предприятия, с 2003 года — сельскохозяйственные предприятия в  форме ООО.
Во второй половине XX столетия к селу Нижняя Сосна было присоединено село Верхняя Сосна. 
Административно, до 1920 года село относилось к Малмыжскому уезду Вятской губернии, с 1920 года — к Арскому кантону, с 1930 года (с перерывом) — к Балтасинскому (Тюнтерскому) району Татарстана.

## Население
| 1766  | 1811  | 1834  | 1859  | 1884  | 1905  | 1920  |
| ----- | ----- | ----- | ----- | ----- | ----- | ----- |
| 180   | ↗334  | ↗821  | ↗1041 | ↗1179 | ↘1125 | ↗1261 |
| 1926  | 1938  | 1949  | 1958  | 1970  | 1979  | 1989  |
| ↘1007 | ↗1868 | ↘1034 | ↘971  | ↗1001 | ↘920  | ↘904  |
| 2002  | 2010  | 2012  | 2013  | 2014  | 2015  | 2016  |
| ↗1023 | ↗1050 | ↗1073 | ↘1064 | ↗1070 | ↗1077 | ↘1068 |
| 2017  |       |       |       |       |       |       |
| ↗1079 |       |       |       |       |       |       |

Национальный состав
Согласно результатам переписи 2002 года, в национальной структуре населения села татары составляли 100% из 1023 человек.

## Известные уроженцы
И. Ф. Абдуллин (1951–2002) – доктор химических наук.
Г. А. Апанаев (1862–1919) – общественный, религиозный деятель, издатель.
А. М. Мазгаров (р. 1943) – доктор технических наук, заслуженный химик РТ, академик АН РТ, лауреат государственной премии РТ, президент Академии наук РТ (в 2006–2014 годах)
Р. Ш. Мустафин (р. 1946) – баянист, народный артист ТАССР.
С селом связана жизнь и деятельность Героя Социалистического Труда С. Н. Нафиковой (1925–2012), с 1952 года проживавшей здесь.

## Экономика
Жители работают преимущественно в ООО «Сосна», на Балтасинском масло-молочном комбинате, занимаются полеводством, овощеводством, мясо-молочным скотоводством, свиноводством.

## Социальные объекты
В селе действуют дом культуры, детский сад (с 1985 года), фельдшерско-акушерский пункт, филиал Балтасинской детской спортивной школы, библиотека.

## Религиозные объекты
Мечеть «Мазгар мулла» (с 1999 года).